# Сумерски језик
Сумерски (или сумеријански; EME.ĜIR15 „матерњи језик”) је био језик становника античког Сумера, којим се говорило у јужној Месопотамији (модерни Ирак), од 4. миленијума п. н. е. Сматра се најстаријим писаним језиком, и писан је клинастим писмом. Током 3. миленијума п. н. е., развила се културна симбиоза између Сумераца и становника Акада, која је укључивала и близак однос два језика и раширену двојезичност. Утицај сумерског на акадски (и обрнуто) је очигледан у свим областима, од масовног лексичког позајмљивања, до синтаксичке, морфолошке и фонетичке конвергенције.
Акадски је постепено заменио сумерски као говорни језик негде око прелаза из 3. у 2. миленијум п. н. е. (тачан датум је предмет расправе), али је сумерски наставио да се користи као религијски, церемонијални, књижевни и научни језик Месопотамије до 1. века н. е. Потом је био заборављен до 19. века, када су дешифроване глинене таблице са клинастим писмом којим је писан. Сумерски је изолован језик, без познатих сродних језика. Предлагане су везе са многим породицама језика, али ни једна није доказана.
Сумерски језик је прошао кроз неколико фаза:
- Архаични сумерски — 3100—2600. п. н. е.
- Стари или класични сумерски — 2600—2300. п. н. е.
- Нео-сумерски — 2300—2100. п. н. е.
- Касни сумерски — 2000—1800. п. н. е.
- Пост-сумерски — после 1700. п. н. е.

## Фонетске особине
Многе особине сумерског језика не могу тачно да се одреде због начина на који је писан: клинастим писмом које не бележи верно гласове и за које није познат тачан изговор свих симбола, а нема изворних говорника. Двојезични сумерско-акадски текстови дају неке назнаке како је могао да изгледа његов фонетски инвентар.
Сумерски је вероватно имао бар ове сугласнике (приказани традиционалном транслитерацијом, и уз вероватни изговор):
| транслитерација | b | d | g |  | p  | t  | k  |  | z  | s | š | ḫ |  | r | r̂   | l | m | n | ĝ |
| веров. изговор  | p | t | k |  | pʰ | tʰ | kʰ |  | ts | s | š | x |  | r | (?) | l | m | n | ŋ |

По томе би састав био овакав (приказано у традиционалној транслитерацији):
|          | билабијални | алвеоларни | палатални | веларни | увуларни | глотални |
| -------- | ----------- | ---------- | --------- | ------- | -------- | -------- |
| плозив   | p pʰ        | t tʰ       |           | k kʰ    |          |          |
| фрикатив | v           | s, ŕ       | ś         | h?      |          |          |
| африкат  |             | z          | š         |         |          |          |
| назал    | m           | n          |           | ĝ       |          |          |
| латерал  |             | l, r       |           |         |          |          |

Самогласници који су јасно означени у клинастом писму су /a/, /e/, /i/, и /u/. Постоје тврдње да је фонема /o/ такође постојала, што би било прикривено акадском транслитерацијом која је не разликује од /u/. Међутим, ова хипотеза нема широку подршку.

## Граматика
Сумерски има доста сложен граматички састав. Ради се о аглутинативном језику, где се речи формирају лепљењем морфема. Такође је и ергативан језик. У сумерском се разликују два граматичка рода: живо и неживо. Постоји велики број падежа — номинатив, ергатив, генитив, датив, локатив, комитатив, екватив („као”), терминатив („за”), аблатив („из”), итд. (међу стручњацима не постоји слагање око броја падежа). Велики број хомофона (речи истог звучног састава а различитог значења) наводи да се можда ради о тонском језику. Ред речи је Субјекат-Објекат-Предикат, и кршен је ретко, у поезији.